# 2-componentenlijm

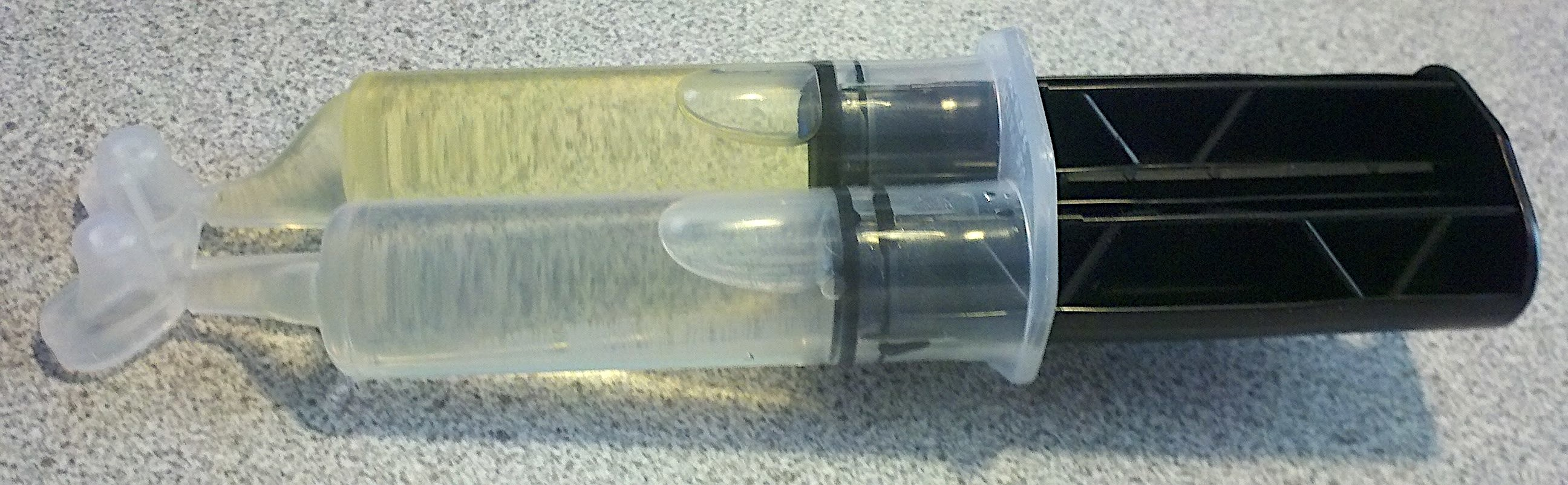
Epoxylijm

Een 2K of 2-componentenlijm is een lijm die bestaat uit twee componenten, een lijmbasis en een verharder, meestal op basis van epoxy. De aanduiding 2K komt van de Duitse benaming 2-Komponenten-Klebstoffen. 
In de verpakking zijn deze twee componenten in twee aparte tubes verpakt. Met een spatel of via een automatisch systeem moeten de componenten vermengd worden, waarna de lijm snel moet worden aangebracht zodat deze kan uitharden. 2-componentenlijmen zijn over het algemeen zeer sterk en kunnen een brede waaier aan materialen aan elkaar bevestigen.
Het kenmerk van een 2K lijm is dat de reactie (het uitharden van de lijm) pas plaatsvindt nadat de beide componenten met elkaar zijn vermengd. 
Fabrikanten van deze lijmen voor de consumentenmarkt zijn onder andere Loctite, Pattex, Bison en 3M.